# Окампо (Чиуауа)
Окампо (исп. Ocampo) — муниципалитет в Мексике, штат Чиуауа, с административным центром в посёлке Мельчор-Окампо. Численность населения, по данным переписи 2010 года, составила 7546 человек.

## Общие сведения
Название Ocampo было дано в честь мексиканского политика Мельчора Окампо.
Площадь муниципалитета равна 1796 км², что составляет 0,73 % от общей площади штата, а наивысшая точка — 2745 метров, расположена в поселении Себадилья.
Он граничит с другими муниципалитетами штата Чиуауа: на севере с Темосачиком, на востоке с Герреро и Бокойной, на юге с Магуаричи и Уруачи, на западе с Морисом.

## Учреждение и состав
Муниципалитет был образован в 1825 году, в его состав входит 110 населённых пунктов, самые крупные из которых:
| Код INEGI                  | Населённый пункт                                                                               | Численность населения (2005 год) | Численность населения (2010 год) |
| -------------------------- | ---------------------------------------------------------------------------------------------- | -------------------------------- | -------------------------------- |
| 051                        | Всего                                                                                          | 6298                             | 7546                             |
| 0010                       | Басасеачи (исп. Basaseachi) 28°12′21″ с. ш. 108°12′31″ з. д.                                   | 806                              | 1248                             |
| 0149                       | Хуахумар (исп. Huajumar (San Isidro Huajumar)) 28°11′19″ с. ш. 108°16′58″ з. д.                | 645                              | 937                              |
| 0017                       | Кахуричи (исп. Cajurichi) 28°06′04″ с. ш. 108°08′14″ з. д.                                     | 647                              | 781                              |
| 0001                       | Мельчор-Окампо (исп. Melchor Ocampo) 28°11′36″ с. ш. 108°22′01″ з. д. (административный центр) | 615                              | 527                              |
| 0016                       | Кауисори (исп. Cahuisori) 28°13′03″ с. ш. 108°14′45″ з. д.                                     | 231                              | 345                              |
| 0031                       | Уэвачи (исп. Huevachi) 28°06′56″ с. ш. 108°01′17″ з. д.                                        | 235                              | 327                              |
| 0058                       | Эль-Саусильо (исп. El Saucillo) 28°04′36″ с. ш. 108°22′05″ з. д.                               | 294                              | 278                              |
| —                          | Прочие                                                                                         | 2825                             | 3103                             |
| Названия на карте Генштаба |                                                                                                |                                  |                                  |

## Экономика
По статистическим данным 2000 года, работоспособное население занято по секторам экономики в следующих пропорциях:
- сельское хозяйство и скотоводство — 42,2 %;
- производство и строительство — 28 %;
- торговля, сферы услуг и туризма — 27,2 %;
- безработные — 2,6 %.

## Инфраструктура
По статистическим данным 2010 года, инфраструктура развита следующим образом:
- электрификация: 70,2 %;
- водоснабжение: 80,5 %;
- водоотведение: 41,1 %.